# The Ordeal
The Ordeal er en amerikansk stumfilm fra 1922 af Paul Powell.

## Medvirkende
- Agnes Ayres som Sybil Bruce
- Clarence Burton som George Bruce
- Conrad Nagel som Dr. Robert Acton
- Edna Murphy som Helen Brayshaw
- Anne Schaefer som Minnie
- Gino Corrado som Gene
- Adele Farrington som Madame St. Levis